# EDI-Vereinbarung
Eine EDI-Vereinbarung ist ein Rahmenvertrag zwischen zwei Unternehmen um juristische, steuerliche und prozessuale Unsicherheiten zu vermeiden im Electronic Data Interchange (EDI; deutsch: Elektronischer Datenaustausch). Eine typische EDI-Vereinbarung besteht aus einem Vertragstext und einem sogenannten „Technischen Anhang“, der auch nach Vertragsabschluss modifizierbar ist. Die EDI-Vereinbarung gibt es auch als Vorlage von verschiedenen Institutionen, meist als EDI-Mustervereinbarung bezeichnet.

## Die drei Grundformen der Mustervereinbarung (Geschichte)
Die EDI-Vereinbarung gibt es als Mustervereinbarung in drei Grundformen, die nach dem Umfang unterschieden werden: Erstens die Urform als komplexes individuelles Vertragswerk. Zweitens im mittleren Umfang nach EU-Recht primär zum Vorsteuerabzug bei elektronischen Rechnungen. Dritte die Kurzform als abstraktes Vertragswerk ohne individuelle Bestandteile.

### Die Urform – Typischer Vertreter: Deutscher EDI-Rahmenvertrag
Das charakteristische an der Urform der EDI-Vereinbarung ist, dass diese versucht möglichst alle Details zu regeln und dementsprechend sehr umfangreich ist. Diese Langform hatte eine sehr hohe Bedeutung in der Anfangszeit von EDI bei der Umstellung der Geschäftsprozesse von Papierformularen auf elektronische Formulare (wie zum Beispiel Bestellung oder Lieferschein), bei der aufgrund unzureichender gesetzlicher Grundlagen, fehlender Gerichtsurteile und insbesondere fehlenden Handelsbrauches vieles explizit vorher vereinbart werden musste.
Als typischer Vertreter der Urform gilt der „Deutsche EDI-Rahmenvertrag“ von der Arbeitsgemeinschaft für wirtschaftliche Verwaltung (AWV) vom Mai 1994. Dieser Mustervertrag ist auch in einer offiziellen englischen Übersetzung erhältlich inklusive Kommentierung.
Den Vereinbarungsbedarf in der Anfangszeit sieht man bereits daran, dass der „Deutsche EDI-Rahmenvertrag“ aus 22 Paragrafen-Artikeln und zwölf Anhängen besteht. Später entstandene EDI-Musterverträge fallen alle kürzer aus, aber das Kapitel „Definitionen“ ist bei allen erhalten geblieben.
In der Pionierzeit des EDI war besonders die Beweiskraft eines elektronischen Dokuments strittig. Der „Deutsche EDI-Rahmenvertrag“ behilft sich mit dem eigenen Kapitel „§ 10 Beweiskraft“, in welchem sich die Parteien verpflichten „[…], die Beweiskraft von Elektronischen Dokumenten und Elektronischen Urkunden weder schiedsgerichtlich noch gerichtlich oder außergerichtlich zu bestreiten.“ In später entstandenen EDI-Musterverträgen findet sich dieser Passus oft nicht mehr, weil er ersetzt wurde durch verbindliche durchgängige Verwendung von Sicherungsverfahren in der Datenübertragung, welche vor Gesetz und Gerichten anerkannt sind.
Anhand der zwölf Anhänge des Deutschen EDI-Rahmenvertrags ist die damalige Pionierzeit des EDI spürbar, wenn selbst die Testphase als Anhang 4 spezifiziert wird mit einem Vorlaufbetrieb. Damals war jede EDI-Anbindung ein IT-Projekt, während es heute im Regelbetrieb behandelt wird.

### Mittlerer Umfang – Typischer Vertreter: Europäische EDI-Mustervereinbarung
Der Ministerrat der Europäischen Union erkannte den Elektronischen Datenaustausch mittels EDIFACT als Wirtschaftsförderung eines gemeinsamen Binnenmarktes und leitete dazu die beiden Forschungsprojekte TEDIS I und TEDIS II (Trade Data Interchange System) in die Wege. Die TEDIS-Ergebnisse griff die Europäische Kommission auf, indem sie die rechtlichen Rahmenbedingungen für EDI in Europa deutlich vereinfachte durch zwei Maßnahmen:
- Europäische EDI-Mustervereinbarung (Empfehlung 94/820/EG) vom 19. Oktober 1994[2]

- Europäisches Mehrwertsteuersystem (Richtlinie 2006/112/EG) vom 28. November 2006[3]

Über die Mehrwertsteuersystem-Richtlinie von 2006 wurde die elektronische Rechnung EU-weit anerkannt, wenn diese nach einer der im Artikel 233 beschriebenen Arten erstellt wurde. Ausdrücklich dort aufgeführt wurde die Anerkennung, wenn die elektronische Rechnung auf der Basis der Europäischen EDI-Mustervereinbarung (Empfehlung 94/820/EG) stattfindet. Das führte anschließend zu einer rasanten Verbreitung von EDI-Vereinbarungen insbesondere in Deutschland, weil damit elektronische Rechnungen zum Vorsteuerabzug preiswert per fortgeschrittener Signatur einreichen ließen. Ohne EDI-Vereinbarung erforderte das deutsche Mehrwertsteuerrecht die teure Qualifizierte Signatur. Der EDI-Rahmenvertrag reduzierte sich infolgedessen in vielen Branchen als reiner Spezialvertrag aus dem deutschen Umsatzsteuerrecht zur Anerkennung der elektronischen Rechnung per EDI-Verfahren. Aus dieser Zeit wurden von vielen Organisationen sogenannte Branchen-Mustervereinbarungen veröffentlicht, welche das Muster der Europäischen EDI-Vereinbarung auf die jeweilige Branche ausprägten.
Mit der Überarbeitung des europäischen Mehrwertsteuersystems durch die Richtlinie 2010/45/EU wurde die elektronische Rechnung vollkommen mit der Papierrechnung gleichgestellt, indem vorher zur Auswahl aufgelistete technologische und organisatorische Maßnahmen wie etwa das EDI-Verfahren zurückgestuft wurden als „beispielhafte Lösungen“.
Das deutsche Umsatzsteuerrecht wurde 2011 entsprechend angepasst. Mit einem Schreiben des Bundesfinanzministeriums vom 2. Juli 2012 wurde präzisiert, dass die Gleichstellung der elektronischen Rechnung so weit geht, dass wie bei einer Papierrechnung auch die gleichen Prüfmechanismen ausreichen, d. h. die Echtheit der Herkunft und Unversehrtheit der Daten können durch den gleichen innerbetrieblichen Kontrollpfad der klassischen Rechnungsprüfung sichergestellt werden – ganz losgelöst beispielsweise von digitalen Signaturen. Den Unternehmen steht es frei, weiterhin Rechnungen auch per neu abgeschlossener EDI-Vereinbarung auszutauschen.
2012 erschien eine branchenneutrale Vorlage als DIN SPEC 16567 mit nur sieben Seiten Umfang kürzer als die europäische Vorlage und enthält zusätzlich einen technischen Anhang. Die Vorlage enthält einige Freitextstellen die durch branchenspezifische Inhalte zu ergänzen sind. An dieser DIN SPEC haben namentlich u. a. GS1 und VDA mitgewirkt.
Nachfolgend zwei typische Vertreter von Branchen-Mustervereinbarungen:
- Beispiel Handel

Der EDI-Mustervertrag wird im Handel nicht von einem Handelsverband herausgegeben, sondern vom Dienstleister GS1. Seine Musterverträge sind der DIN SPEC 16567 ähnlich und  enthalten einige zusätzliche Unterkapitel. Der Technische Anhang umfasst in der Vorlage jeweils zwei Seiten und zeigt u. a. ein Beispiel.
- Beispiel Automobilwirtschaft

Der EDI-Mustervertrag vom Verband der Automobilindustrie (VDA) ist Teil des Standards VDA 4938 zum Abrechnungsverfahren. Hervorzuheben ist Teil 1 mit seinem Kapitel 2.2 zu den juristischen Grundlagen und das 6. Kapitel mit drei Mustervereinbarungen, davon eine für den Einsatz eines EDI-Dienstleisters.

### Die Kurzform als abstrakter Vertragsanhang
Ein typischer Vertreter der Kurzform als abstrakter Vertragsanhang ist die von der Bundesnetzagentur herausgegebene EDI-Vereinbarung für die deutsche Energiewirtschaft in der Version vom 21. Dezember 2020. Aus einer öffentlichen Konsultation begründete die Bundesnetzagentur, das zwischen Sender und Empfänger eine verbindliche Absprache geben muss, welches der drei Kontrollverfahren zur Echtheit und Unversehrtheit von EDI-Nachrichten nach EU-Recht gemeinsam genutzt wird und entschied dazu brancheneinheitlich die Variante EDI-Vereinbarung verpflichtend weiter zu nutzen.
Für ein effizienteres abschließen der EDI-Vereinbarung im Tagesgeschäft wurde diese von der Bundesnetzagentur zu einem abstrakten Vertragsanhang vereinfacht. Die drei charakteristischen Merkmale dieser Kurzform als abstrakter Vertragsanhang sind:
- Kein Lückentext, sondern ein vollständiger Standardtext mit kurzen abstrakten Verweisen zu organisatorischen und technischen Regeln zu EDI hinsichtlich Datenformate, Prozesse und Übertragungswege auf edi@energy-Dokumente.[12]
- Kein technischer Anhang, damit kann die EDI-Vereinbarung unmittelbar abgeschlossen werden und es müssen nicht die Formularfelder zu technischen Parametern ausgefüllt werden, da diese vor oder nach Vertragsabschluss ausgetauscht und aktualisiert werden können.[11]
- Kein eigenständiges Vertragswerk, sondern nur ein verpflichtender Vertragsanhang und damit reicht die Unterschrift zum Hauptvertrag aus nach seinem Kapitel Inkrafttreten.[12]

## Bilaterale EDI-Vereinbarung
Große Unternehmen können kleineren Handelspartnern ihre Konditionen auch beim EDI vorgeben. Charakteristisches Merkmal ist, dass keine Quelle eines Mustervertrages zitiert wird, so dass nicht unmittelbar ersichtlich ist, welche Bedingungen verschärft worden sind. Teilweise finden sich in diesen bilateralen EDI-Verträgen auch konkrete Regelungen wie der kleinere Partner gewisse Prozesse, ggf. auch im Notfall, manuell über eine Weboberfläche (WebEDI) durchführen kann (statt mit seinem eigenen EDI-System per direkter Anbindung).

## Normen und Standards
- DIN SPEC 16567 : 2012 (Elektronisches Geschäftswesen – Muster einer Vereinbarung über die Abrechnung mit strukturiertem elektronischem Datenaustausch (EDI), mit CD-ROM)